# تطور روحي
التطور الروحي هو تطور شخصية الفرد دينيًا أو روحيًا.

## البوذية

### التيرافادا -الساماتاوالفيباسانا
في تقاليد مذهب التيرافادا، يُتّبع نوعان من ممارسات التأمل البوذي: الساماتا (الهدوء) والفيباسانا (البصيرة). الساماتا هو تأمل أساسي يهدف إلى تهدئة العقل، ويُمارَس أيضًا في التقاليد الهندية الأخرى، وعلى الأخص الدهيانا كما هو موضح في كتاب يوغا سوترا لباتانجالي.
تعتبر عقيدة التيرافادا المعاصرة أن الساماتا تحضير للفيباسانا، إذ تهدئ العقل وتقوّي التركيز من أجل التمهيد لعمل البصيرة التي تؤدي إلى التحرّر. في المقابل، تناقش حركة الفيباسانا أنه يمكن إدراك مستويات البصيرة دون الحاجة إلى تطوير ساماتا بدرجة عالية بسبب مخاطر الخروج من المسار عند تطوير ساماتا قوية. انتُقدت حركة فيباسانا بسبب هذه البدعة، وخاصة في سريلانكا.
على الرغم من أن كلا المصطلحين يظهر في سوتا بيتاكا، يناقش غومبريتش وبروكس أن التمييز بينهما بصفتهما مسارين منفصلين يعود إلى التفسيرات الأولى للسوتا بيتاكا لا في الأقوال نفسها. تحتوي الأقوال على آثار من النقاشات القديمة التي دارت بين مدرستي المهايانا والتيرافادا في تفسير التعاليم وتنمية البصيرة. من هذه النقاشات تطوّرت فكرة أن البصيرة المحضة تكفي للوصول إلى التحرر، من خلال إدراك علامات الوجود (البشري) الثلاث، وهي الدوكها (المعاناة)، والأناتا (اللاذات)، والأنيكا (المؤقتية أو الزوال). 

### بوذية زن
مثال آخر على هذا التطور هو التدريب البوذي لزِن، والذي لا ينتهي عند الكينشو (البصيرة). يجب أن تستمر الممارسة لتعميق البصيرة والتعبير عنها في الحياة اليومية. لتعميق البصيرة الأولية من الكينشو، فإن الشيكانتازا ودراسة الكوآن ضروريتان. هذا المسار للبصيرة الأولية متبوعًا بتعميق ونضج تدريجي عبّر عنه لينجي يكسوان في البوابات الثلاث الغامضة، والمراتب الخمس، والطرق الأربع للمعرفة لهاكوين، ورسومات الثيران العشرة التي تفصّل الخطوات على المسار. 

## الهندوسية

### رامانا ماهارشي
كثيرًا ما أوصى رامانا ماهارشي بـ الفيشارا، «استفسار الذات»، وتُسمى أيضًا أتما-فيشار أو جنانا-فيشارا، باعتبارها الطريقة المباشرة والأكثر فعالية لتحقيق الوعي الذاتي، ردًا على الأسئلة حول تحرير الذات والنصوص الكلاسيكية عن اليوغا والفيدانتا. إنها الاهتمام المستمر بالوعي الداخلي لـ«أنا» أو «أنا أكون»، وهي أيضًا الطريقة التي اتبعها نسرغاداتا مهراج.

وفقًا لرامانا ماهارشي، إن التفكير بالأنا هو الشعور بالفردية: «(أهام، أهام) «أنا-أنا» هو الذات؛ (أهام إيدام) «أنا هذا» أو «أنا ذاك» هو الأنا». من خلال الانتباه إلى التفكير بـ«الأنا» والتساؤل من أين أتت، فإن التفكير بـ«الأنا» سيختفي، وستظهر «أنا-أنا» المشرقة (سبورانا) أو الوعي الذاتي. ينتج عن هذا «إدراك للوجود دون عناء»، وبالاستمرار معه، تدمِّر «أنا-أنا» تدريجيًا الفازانا «التي تسبب ظهور التفكير بالأنا». عندما تختفي الفازانا، يستريح العقل، والفريتي أيضًا، لأنه يتمركز حول التفكير بالأنا، وأخيرًا لا يظهر التفكير بالأنا مرة أخرى، وهو تحقيق الذات أو التحرر:
إذا بقي المرء ساكنًا دون تركه، حتى السبورانا -بعد أن دمّر الشعور بالفردية وشكل الأنا بالكامل، «أنا الجسد»- سوف يهدّئ نفسه في النهاية، تمامًا مثل الشعلة التي تلتقط الكافور. وتقول الكتب العظيمة إن هذا وحده هو التحرر. (مسار الجبل، 1982، ص 98)
يشير روبرت فورمان إلى أن رامانا ماهارشي ميّز بين السامادهي والساهاجا سامادهي. السامادهي هي حالة تأملية مؤقتة، بينما في الساهاجا سامادهي يجري الحفاظ على «حالة صامتة» في أثناء الانخراط في الأنشطة اليومية. يلاحظ فورمان أن «أول تجربة للسامادهي [اختبرها رامانا] سبقت الساهاجا سامادهي بعدة سنوات». 

### التأمل التجاوزي
يصف روبرت فورمان، وهو ممارس للتأمل التجاوزي طويل الأمد منذ أكثر من 40 عامًا، «حدث الوعي الصافي»، وهو حالة من الوعي المشابه للوعي التجاوزي في التأمل التجاوزي. يصف التأمل التجاوزي سبع حالات من الوعي؛ «الصافي» أو «الوعي التجاوزي» هو الحالة الرابعة للوعي، والأولى من أربع حالات وعي تجاوزي، والتي تنتهي في النهاية بالتنوير الكامل.
وفقًا لفورمان، فإن التصوف الانطوائي (الباطني) هو حالة تأملية عابرة تشبه السامادهي، في حين أن التصوف المنفتح (الانبساطي) هو شكل أكثر تطورًا من التصوف يشبه الساهاجا سامادهي وهي «حالة صامتة» يجري الحفاظ عليها في أثناء الانخراط في النشاط. يلاحظ شير، وهو أيضًا ممارس للتأمل التجاوزي طويل الأمد، أن ستيس اعتبر التصوف المنفتح شكلًا أقل اكتمالًا من التصوف، لكنه كان متحيّرًا من حقيقة أن هناك أوصافًا أكثر للتصوف الانطوائي من التصوف المنفتح. يقترح شير تسلسلًا تطوريًا لثلاث حالات أعلى من الوعي:
- الحالة الأعلى الأولى: الاعتراف بالوعي/الفراغ الصافي
- الحالة الأعلى الثانية: الوجود المستقر لهذا الوعي/الفراغ الصافي في جميع الأنشطة
- الحالة الأعلى الثالثة: الاعتراف بهذا الوعي/الفراغ الصافي أساسًا لكل الوجود

وفقًا لشير، تتوافق الحالة الأعلى الأولى مع تصوف ستيس الانطوائي، في حين تتوافق الحالة الأعلى الثالثة مع تصوف ستيس المنفتح، وهو في الواقع الشكل الأكثر تطورًا من التصوف، على عكس ما يفترضه ستيس.

## علم النفس
اقترح العديد من علماء النفس نماذج تكون فيها التجارب الدينية جزءًا من عملية تحويل الذات.
بعد أن عمل كارل يونغ على نفسه ومرضاه، اقتنع أن الحياة لها هدف روحي يتجاوز الأهداف المادية. يعتقد أن مهمتنا الرئيسية هي اكتشاف إمكاناتنا الفطرية العميقة وتحقيقها، مثلما تمتلك البلوطة الإمكانية لتصبح شجرة بلوط، أو كما تمتلك اليرقة الإمكانية لتصبح فراشة. استنادًا إلى دراسته للمسيحية، والهندوسية، والبوذية، والغنوصية، والطاوية، والمذاهب الأخرى، أدرك يونغ أن رحلة التحول هذه هي في الصميم الصوفي لجميع الأديان. إنها رحلة للقاء الذات، وفي نفس الوقت للقاء الإله. على عكس سيغموند فرويد، اعتقد يونغ أن التجربة الروحية ضرورية لرفاهنا.
كانت فكرة نيومينوس (الظواهر الإلهية الخارقة) مفهومًا مهمًا في كتابات كارل يونغ. اعتبر يونغ أن التجارب الخارقة للطبيعة أساسية لفهم عملية التفرد بسبب ارتباطها بتجارب التزامن التي يكون فيها وجود النماذج ملموسًا.
يقترح مكنمارا أن التجارب الدينية قد تساعد في «تقويض» الذات، وتحويلها إلى الذات المتكاملة الأقرب إلى الذات المثالية.
علم النفس ما وراء الشخصي هو مدرسة علم النفس التي تدرس الجوانب الروحية أو التجاوزية للذات أو ما وراء الشخصية للتجربة الإنسانية. تصفه دورية علم النفس ما وراء الشخصي بأنه «دراسة أعلى إمكانات البشرية، والاعتراف بحالات الوعي الموحدة والروحية والتجاوزية، وفهمها، وإدراكها». تشمل القضايا التي يُنظَر فيها في علم النفس ما وراء الشخصي: التطور الذاتي الروحي، وتجارب الذروة، والتجارب الباطنية الروحانية، والغشية النظامية، وغيرها من التجارب الميتافيزيقية.